# Victor Chapman
Victor Emmanuel Chapman (* 17. April 1890 in New York; † 24. Juni 1916 in Douaumont) war ein französisch-US-amerikanischer Pilot, der im Ersten Weltkrieg Berühmtheit erlangte.

## Leben
Chapmans Mutter starb 1898, als er acht Jahre alt war. Er und sein Vater zogen bald nach ihrem Tod nach Frankreich. Dort erwarb Chapman die doppelte Staatsbürgerschaft (französisch und amerikanisch). Chapman interessierte sich für die Kunst und das Schreiben. Ihn traf die Inspiration oft mitten während eines Gefechts. Viele Briefe, die er an seinen Vater schrieb, entstanden unter diesen Umständen. 
Sein Vater heiratete erneut, als Chapman ein Teenager war. Später in den 1900ern kehrte er in die Vereinigten Staaten zurück, um sein Studium an der Harvard-Universität zu beenden. Nach seinem Abschluss kehrte Chapman nach Europa zurück, wo er eine Zeit in Frankreich und Deutschland verbrachte. Während dieser Zeit interessierte er sich immer mehr für Architektur und wurde zu einem Experten in diesem Gebiet. 
Als der Erste Weltkrieg ausbrach, zogen sein Vater und seine Stiefmutter nach London. Chapman entschied sich dafür, in Frankreich zu bleiben, und trat schließlich im August 1914 in die Fremdenlegion ein. Er wurde in die Schützengräben geschickt, wo er wenig Interessantes fand.  Selbst als die Schlachten um ihn herum tobten, fühlte er sich unbeteiligt.  Während der Grabenkämpfe schloss er Freundschaften mit vier Männern: einem polnischen Kämpfer, der nur als „Kohl“ bekannt war, und drei Amerikanern: Alan Seeger, Henry Fansworth und David King. Die drei Amerikaner mussten mitansehen, wie Kohl, während sie zusammen unterwegs waren, durch eine Kugel getötet wurde. 
Nach Kohls Tod bekamen Chapman und zwei andere seiner Freunde, Norman Prince und Elliot Cowdin, die Möglichkeit, Kampfpiloten zu werden. Chapman war gefesselt von der Fliegerei und so wurde er schließlich zu den Heeresfliegern der französischen Armee versetzt. Dort besuchte er für kurze Zeit eine Fliegerschule und wurde schließlich Pilot.
Chapman flog viele Missionen für die Escadrille La Fayette der französischen Luftwaffe. Am 17. Juni 1916 war er gerade über Verdun im Einsatz, als er von vier deutschen Flugzeugen angegriffen wurde. Er erlitt eine Kopfverletzung, konnte jedoch sein Flugzeug sicher landen. Nach einer anschließenden Operation erholte er sich jedoch wieder komplett von der Verletzung. Er erfuhr, dass Clyde Balsley ebenfalls verwundet worden war. Balsley wollte einige Orangen von einem Baum pflücken, hatte dabei offenbar unbewusst deutsches Territorium betreten und wurde durch feindliches Feuer verwundet.
Chapman hörte die Geschichte und füllte sofort einen Korb mit Orangen, den er mit zu Balsley nehmen wollte. Am 24. Juni 1916, auf dem Weg zu Balsley, wurde sein Flugzeug erneut angegriffen und abgeschossen. Feldwebel Chapman kam bei dem Absturz ums Leben und war der erste im Krieg getötete amerikanische Pilot.
Chapman erhielt während seiner militärischen Karriere viele Medaillen und Auszeichnungen. Später wurde ein Buch veröffentlicht, das die Briefe an seinen Vater enthielt. Der Titel lautet Letters from France und trug dazu bei, ihn nach seinem Tod noch berühmter zu machen.